# Haslau-Maria Ellend
Haslau-Maria Ellend  är kommun i Österrike. Den ligger i distriktet Bruck an der Leitha i förbundslandet Niederösterreich, öster om huvudstaden Wien. Kommunens förvaltning finns i orten Maria Ellend.
Kommunen består av två orter (Ortschaften) (inom parentes invånarantal 1 januari 2024):
- Haslau an der Donau (928)
- Maria Ellend (1 101)